# Triplemanía XXXIII
Triplemanía XXXIII fue un evento de pago por visión (PPV) de lucha libre profesional coproducido por la empresa mexicana Lucha Libre AAA Worldwide (AAA) y la empresa estadounidense WWE. Fue la trigésima tercera edición de Triplemanía y tuvo lugar el
16 de agosto de 2025 en la Arena Ciudad de México de la Ciudad de México siendo la primera que se llevó a cabo bajo la propiedad de WWE.

## Producción
Triplemanía es considerado el evento insignia de Lucha Libre AAA Worldwide (AAA), y que continúa la tradición anual (proveniente desde 1992) de la empresa mexicana en efectuar un evento en el verano.
Debido a su legado, este evento ha sido descrito como un equivalente de WrestleMania en México en cuanto a su alcance en la lucha libre profesional.
El 11 de febrero de 2025, AAA anunció que Triplemanía XXXIII se llevaría a cabo el 16 de agosto de 2025. También será el primer evento de Triplemanía después de que el acuerdo de WWE para adquirir AAA, como parte de una empresa conjunta con la compañía, que se cerrará el 1 de agosto de 2025.
El 26 de julio, el director de contenido de la WWE, Triple H, anunció que el evento se transmitiría en  YouTube.

## Resultados
- Omos ganó la Copa Triplemanía Bardahl (26:30).
  - Omos eliminó finalmente a La Parka, lanzándolo por sobre la tercera cuerda, para ganar la lucha.
  - Los otros participantes fueron (por orden de eliminación): Laredo Kid, Joaquin Wilde, Aerostar, Taurus, Pimpinela Escarlata, Cibernético, Abismo Negro Jr., Cruz del Toro, Otis, Microman, The Mecha Wolf y Octagon Jr..
- El Hijo de Dr. Wagner Jr. derrotó a El Mesías (con Dorian Roldán) y ganó el Campeonato Latinoamericano de AAA (10:18).
  - Warner cubrió a El Mesías después de un «Wagner Driver».
  - Durante la lucha, Roldán intervino a favor de El Mesías, mientras que Dr. Wagner Jr. lo hizo a favor de su hijo.
- The Judgment Day (Finn Bálor, JD McDonagh & Raquel Rodríguez) (con Roxanne Perez) derrotó a Mr. Iguana, Niño Hamburguesa & Lola Vice (11:51).
  - Rodríguez cubrió a Vice después de un «Texana Bomb».
  - Durante la lucha, Pérez intervino a favor de The Judgment Day, pero fue detenida por La Hiedra, quien golpeó por error a Vice.
- Pagano & Psycho Clown derrotaron a Los Garza (Angel & Berto) en un Street Fight y ganaron el Campeonato Mundial en Parejas de AAA (12:54).
  - Psycho Clown cubrió a Berto después de un «Spanish Fly» desde la tercera cuerda.
- Lady Flammer derrotó a Faby Apache y Natalya y retuvo el Campeonato Reina de Reinas de AAA (10:45).
  - Flammer cubrió a Apache con un «Roll-up».
  - Después de la lucha, Natalya y Apache se atacaron mutuamente.
- El Hijo del Vikingo derrotó a Dominik Mysterio, Dragon Lee y El Grande Americano y retuvo el Megacampeonato de AAA (15:05).
  - El Hijo del Vikingo cubrió a Mysterio después de un «450 Splash».
  - Durante la lucha, The Judgment Day (Finn Bálor & JD McDonagh) interfirió a favor de Mysterio, LWO (Joaquin Wilde & Cruz del Toro) lo hizo a favor de Lee, Los Grandes Americanos a favor de El Grande Americano y AJ Styles en contra de Mysterio.